# Semiothisa nigra
Semiothisa nigra là một loài bướm đêm trong họ Geometridae.